# Vriesea claudiana
Vriesea claudiana är en gräsväxtart som beskrevs av Leme, Trind.-Lima och O.B.C.Ribeiro. Vriesea claudiana ingår i släktet Vriesea och familjen Bromeliaceae. Inga underarter finns listade i Catalogue of Life.